# Vera Henriksen
Pour les articles homonymes, voir Henriksen.
Vera Margrethe Henriksen, née Vera Margrethe Roscher Lund le 22 mars 1927 à Oslo et morte le 23 mai 2016 à Lom, est une romancière, dramaturge et écrivaine norvégienne. Elle est particulièrement connue pour ses romans historiques et ses pièces de théâtre se déroulant au Moyen Âge et à l'époque de la réforme protestante. Elle s'intéresse à l'histoire des femmes et les personnages féminins occupent une place centrale dans ses œuvres. 

## Biographie

### Enfance et formation
Vera Margrethe Roscher Lund naît à Oslo et y vit jusqu'en 1940, date à laquelle elle déménage à Arendal. Son père est un officier militaire, le colonel Ragnvald Alfred Roscher Lund (1899-1975). Il est le premier commandant du service de renseignement militaire norvégien, chef du bureau du haut commandement norvégien en exil à Londres pendant la Seconde Guerre mondiale. En 1944, Vera doit fuir la Norvège pendant l'Occupation de la Norvège par l'Allemagne nazie.
Elle poursuit ses études secondaires au gymnasium norvégien d'Uppsala, en Suède, et obtient son diplôme en 1945. L'année suivante, elle se rend aux États-Unis où sa famille vit dans le New Jersey. Elle étudie l'architecture à l'Université Yale de 1946 à 1948. De 1948 à 1949, elle étudie l'histoire de l'art et le journalisme à l'Université Columbia. En 1948, elle épouse Olav Gotfred Henriksen (21.01.1924 - 05.07.2013), dirigeant dans la marine marchande. En tout, elle a vécu aux États-Unis de 1946 à 1963.

### Romans
Vera Henriksen a écrit ou contribué à près de cinquante livres : des romans historiques, certains en plusieurs volumes, mais également des romans contemporains, des pièces de théâtre. Elle a développé un intérêt précoce pour l'histoire, en particulier la littérature des saga nordiques, où elle étudie la place des femmes. Plusieurs de ses livres sont centrés sur la transition problématique de la mythologie nordique au christianisme.
Le premier roman de Vera Henriksen, Sølvhammeren (Le marteau d'argent) est publié en 1961. Ce roman est suivi de Jærtegn (Miracle) en 1962, et Helgenkongen (Le Saint Roi) en 1963. Cette trilogie parle d'Olaf II de Norvège et de son époque, avec une femme comme protagoniste principale. En 1966, Henriksen dépeint la société norvégienne contemporaine dans Glassberget (La Montagne de verre)
Dans les années 1970, elle écrit une série de romans de la période après la Réforme protestante, Trollsteinen (La Pierre du troll) en 1970, suivi de Pilegrimsferd, Blåbreen, Staupet et Skjærsild (Purgatoire), ce dernier publié en 1977. Cette série aborde la persécution des femmes à travers la chasse aux sorcières et est centré autour du personnage de Bent Jonsson, originaire de la ville de Lom.  
Elle continue avec des romans centrés sur les sagas médiévales avec Dronningsagaen (La saga de la reine) en 1979, qui prend le contrepied de l'histoire du roi Olaf II de Norvège en la racontant depuis le point de vue de son épouse Astrid Olofsdotter. L'intrigue se déroule dans le sud de la Suède. Dans Kongespeil (Le Miroir du roi), publié en 1980, Vera Henriksen raconte l'histoire d'Ellisiv, femme du roi Harald Hardrada. 
En 1983 et 1984, elle publie les deux premiers tomes de Bodvars saga (La Saga de Bodvar), où l'action se déroule en Islande au moment de la christianisation de l'île en l'an mille. Son roman Runekorset (La Croix runique) de 1986 se déroule au Groenland et en Amérique. 
En 1990, Vera Henriksen écrit Silhuetter mot hvitt lys (Des Silhouettes dans la lumière blanche), situé pendant et après la Seconde Guerre mondiale. 
En 2001 et 2002, elle reprend l'histoire de la réforme en racontant, dans Klangen av en lutt puis Ildens sang, l'histoire du fils de Bent Jonsson : Jon Bentsson, prêtre jésuite et joueur de luth qui voyage dans les différentes cours royales d'Europe.

### Autres productions littéraires
Vera Henriksen a également écrit des pièces de théâtre historiques, parmi lesquelles Asbjørn Selsbane de 1972 et Sverdet, créée pour la première fois en 1974. Elle a également écrit des livres pour enfants et jeunes adultes.
En plus des livres de fiction, Henriksen a écrit plusieurs livres d'histoire. Parmi ceux-ci figurent deux volumes de l'histoire de la Royal Norwegian Air Force, couvrant la période de 1912 à 1945, écrits à la suite de son roman Silhuetter mot hvitt lys.
Vera Henriksen a été décorée Chevalier de première classe de l'Ordre royal norvégien de Saint-Olav en 1997. Elle a reçu le prix des libraires norvégiens en 1962 et la dotation de Mads Wiel Nygaard en 1978.

### Vie privée
Vera Henriksen s'est convertie au catholicisme en 1964. Elle s'est mariée et a eu trois enfants.

### Mort
Vera Henriksen meurt le 23 mai 2016 à Lom en Norvège, où elle a habité à partir des années 1970.

## Prix
- 1962 - Bokhandlerprisen
- 1973 - Sarpsborgprisen
- 1978 - Dotation de Mads Wiel Nygaard
- 1988 - Riksmålsforbundets barne- og ungdomsbokpris

## Publications

### Romans[9]
- (no) Sølvhammeren [« Le marteau d'argent »], Oslo, Aschehoug, 1961, 256 p. (ISBN 82-03-18625-4)
- (no) Jærtegn [« Miracle »], Oslo, Aschehoug, 1962, 263 p.
- (no) Helgenkongen [« Le Saint Roi »], Oslo, Aschehoug, 1963, 284 p.
- (no) Glassberget [« La Montagne de verre »], Oslo, Aschehoug, 1966, 165 p.
- (no) Trollsteinen [« La Pierre du troll »], Oslo, Aschehoug, 1970, 230 p.
- (no) Pilegrimsferd [« Pèlerinage »], Oslo, Aschehoug, 1971, 255 p.
- (no) Blåbreen [« Le Glacier Bleu »], Oslo, Aschehoug, 1973, 275 p.
- (no) Staupet, Oslo, Aschehoug, 1975, 234 p.
- (no) Skjaersild [« Purgatoire »], Oslo, Aschehoug, 1977, 256 p.
- (no) Dronningsagaen [« La Saga de la reine »], Oslo, Aschehoug, 1979, 268 p.
- (no) Kongespeil [« Le Miroir du roi »], Oslo, Aschehoug, 1980, 285 p.
- (no) Bodvars saga: Odins ravner [« La Saga de Bodvar : Les Corbeaux d'Odin »], t. 1, Oslo, Aschehoug, 1983, 240 p.
- (no) Bodvars saga: Spydet [« La Saga de Bodvar : La Lance »], t. 2, Oslo, Aschehoug, 1984, 260 p.
- (no) Runekorset : en saga om Vinland [« La Croix runique : une saga sur Vinland »], Oslo, Aschehoug, 1986, 288 p.
- (no) Rekviem for et lite dampskip : en fabel om virkeligheten [« Requiem pour un petit bateau à vapeur : une fable sur la réalité »], Oslo, Aschehoug, 1988, 181 p.
- (no) Bodvars saga: Ravn og due [« La Saga de Bodvar : Le Corbeau et la colombe »], t. 3, Oslo, Aschehoug, 1989, 365 p.
- (no) Silhuetter mot hvitt lys [« Des Silhouettes dans la lumière claire »], Oslo, Aschehoug, 1990, 468 p.
- (no) Stavkjerringa, Oslo, Aschehoug, 1997, 344 p.
- (no) Beretningen om Jon Bentsson : Klangen av en lutt [« Histoire de Jon Bentsson : Le son d'un luth »], t. 1, Oslo, Aschehoug, 2001, 367 p.
- (no) Beretningen om Jon Bentsson : Ildens sang [« Histoire de Jon Bentsson : Le Chant du feu »], t. 2, Oslo, Aschehoug, 2002, 367 p.
- (no) Jarlefeiden [« La Querelle des Jarls »], Oslo, Aschehoug, 2003, 458 p.

### Pièces de théâtre
- Asbjørn Selsbane 1972
- Sverdet 1974
- Riksseglet 1978

### Non-fiction
- (no) Sagaens kvinner [« Les femmes des sagas »], 1981[3]
- (no) Skjebneveven [« La trame du destin »], 1982[3]
- (no) Hellig Olav : Historien om vår nasjonalhelgen, kongen som ble en myte og et symbol, og et speilbilde av menneskers tro og følelser, kultur og tradisjon gjennom et årtusen [« Saint Olaf : histoire de notre héros national, roi devenu un mythe et un symbole, et une réflexion des croyances, cultures et traditions populaires à travers les siècles »], Oslo, Aschehoug, 1985
- (no) Selja og Stad [« Vendre et acheter »], 1992
- (no) Den Katolske kirke i Norge [« L'église catholique en Norvège »], 1993
- (no) Fra opptakt til nederlag [« Du prélude à la défaite »], vol. 1, coll. « Luftforsvarets historie », 1994
- (no) Fem år i utlegd [« Cinq ans d'exil »], vol. 2, coll. « Luftforsvarets historie », 1996
- (no) Veodalen. En dal og dens folk, 2001